# Italydella ceminata
Italydella ceminata là một loài ruồi trong họ Tachinidae.